# Скотти Манро Мемориал Трофи
«Скотти Манро Мемориал Трофи» (англ. Scotty Munro Memorial Trophy) — приз, вручаемый победителю регулярного сезона Западной хоккейной лиги. Назван в честь одного из основателей лиги Скотти Манро. Манро был генеральным директором «Эстеван Брюинз», а также главным тренером и генеральным директором «Калгари Сентенниэлс».

## Победители

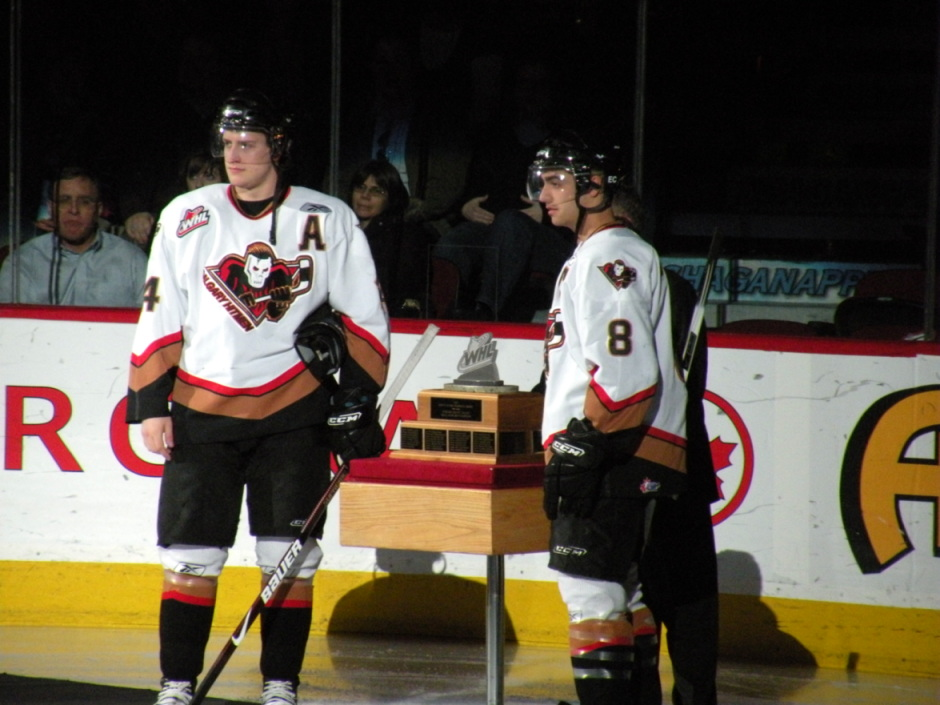
«Калгари Хитмен» выиграли трофей 4 раза

Выделены клубы, также выигравшие в этом сезоне Кубок Эда Чиновета (вручается победителю плей-офф WHL).
- 2023-24 — Саскатун Блейдз (5)
- 2022-23 — Виннипег Айс (2)
- 2021-22 — Виннипег Айс (1)
- 2020-21 — Эдмонтон Ойл Кингз (2)
- 2019-20 — Портленд Уинтерхокс (4)
- 2018-19 — Принс-Альберт Рейдерз (2)
- 2017-18 — Мус-Джо Уорриорз (1)
- 2016-17 — Реджайна Пэтс (2)
- 2015-16 — Виктория Ройялс (1)
- 2014-15 — Брандон Уит Кингз (5)
- 2013-14 — Келоуна Рокетс (3)
- 2012-13 — Портленд Уинтерхокс (3)
- 2011-12 — Эдмонтон Ойл Кингз (1)
- 2010-11 — Саскатун Блейдз (4)
- 2009-10 — Калгари Хитмен (4)
- 2008-09 — Калгари Хитмен (3)
- 2007-08 — Трай-Сити Американс (1)
- 2006-07 — Эверетт Силвертипз (1)
- 2005-06 — Медисин-Хат Тайгерс (2)
- 2004-05 — Кутеней Айс (1)
- 2003-04 — Келоуна Рокетс (2)
- 2002-03 — Келоуна Рокетс (1)
- 2001-02 — Ред-Дир Ребелз (2)
- 2000-01 — Ред-Дир Ребелз (1)
- 1999-00 — Калгари Хитмен (2)
- 1998-99 — Калгари Хитмен (1)
- 1997-98 — Портленд Уинтерхокс (2)
- 1996-97 — Летбридж Харрикейнз (1)
- 1995-96 — Брандон Уит Кингз (4)
- 1994-95 — Камлупс Блэйзерс (7)
- 1993-94 — Камлупс Блэйзерс (6)
- 1992-93 — Свифт-Каррент Бронкос (2)
- 1991-92 — Камлупс Блэйзерс (5)
- 1990-91 — Камлупс Блэйзерс (4)
- 1989-90 — Камлупс Блэйзерс (3)
- 1988-89 — Свифт-Каррент Бронкос (1)
- 1987-88 — Саскатун Блейдз (3)
- 1986-87 — Камлупс Блэйзерс (2)
- 1985-86 — Медисин-Хат Тайгерс (1)
- 1984-85 — Принс-Альберт Рейдерз (1)
- 1983-84 — Камлупс Джуниор Ойлерз (1)
- 1982-83 — Саскатун Блейдз (2)
- 1981-82 — Летбридж Бронкос (1)
- 1980-81 — Виктория Кугэрс (2)
- 1979-80 — Портленд Уинтерхокс (1)
- 1978-79 — Брандон Уит Кингз (3)
- 1977-78 — Брандон Уит Кингз (2)
- 1976-77 — Брандон Уит Кингз (1)
- 1975-76 — Нью-Уэстминстер Брюинз (1)
- 1974-75 — Виктория Кугэрс (1)
- 1973-74 — Реджайна Пэтс (1)
- 1972-73 — Саскатун Блейдз (1)
- 1971-72 — Калгари Сентенниэлс (1)
- 1970-71 — Эдмонтон Ойл Кингз (2)
- 1969-70 — Флин-Флон Бомберс (3)
- 1968-69 — Флин-Флон Бомберс (2)
- 1967-68 — Флин-Флон Бомберс (1)
- 1966-67 — Эдмонтон Ойл Кингз (1)